# Kossuth Lajos-szobor (Marosvásárhely)
A marosvásárhelyi Kossuth Lajos-szobrot 1899-ben leplezték le a város főterének északi részén. A 3,20 méter magas, gránittalapzaton álló bronzszobor Köllő Miklós terve alapján készült. Ez volt Kossuth legelső egészalakos erdélyi szobra. A román hatalomátvétel után ledöntötték és elszállították, anyagát később értékesítették.

## Története
Kossuth Lajos a magyar szabadságharc szellemi vezére, a nemzeti függetlenségért, a rendi kiváltságok felszámolásáért és a polgári szabadságjogok biztosításáért vívott 19. századi küzdelem egyik legnagyobb alakja volt. Halála után számos emlékművet állítottak tiszteletére; már 1910 körül több, mint 70 Kossuth-szobor állt a Monarchia területén. Egy marosvásárhelyi szobor felállítása már 1894. áprilisában, egy hónappal az államférfi halála után szóba került.
Kossuth Lajost mindig is tisztelet övezte a marosvásárhelyiek körében: üdvözlő üzenetet küldtek neki (1883), a közgyűlés termét életnagyságú festményével díszítették (1885), a város első díszpolgárává választották (1888), és róla nevezték el a város akkor egyik legforgalmasabb utcáját (1895). Temetésére küldöttség utazott Torinóba, hogy marosvásárhelyi földet helyezzenek a sírhantra. Halála után alig egy hónappal, 1894. április 22-én szóba került egy szobor állítása, május 1-én pedig szoborbizottság alakult, melynek elnöke a későbbi polgármester, Bernády György volt. A bizottság igyekezett megnyerni mindenkit az ügynek a város és a vármegye területén, és a pénz viszonylag rövid időn belül össze is gyűlt, így 1897 decemberében megkötötték a szerződést Köllő Miklós szobrásszal, aki előzőleg bemutatott egy gipsz kismintát tervéről. A szerződés egyetlen kikötése az volt, hogy a szoboralak 20 centiméterrel magasabb legyen az 1880-ban állított Bem-szobornál. Köllő budapesti műhelyében közel egy év alatt el is készült a szobor, így megkezdődtek a marosvásárhelyi felállítási munkálatok és a gránittalapzat kifaragása.
Az avatási ünnepséget 1899. június 11.-én, déli fél 12-es kezdéssel tartották. Kabdebo Ferenc királyi közjegyző és Bedőházi János tanár beszédet tartott, Szabolcska Mihály és Pósa Lajos költők saját alkalmi költeményeiket szavalták, a zenekarok és dalárdák zene- és kórusműveket adtak elő, és felhangzott a Himnusz és a Szózat is. Számos küldöttség és érdeklődő – mintegy húszezer ember – vett részt, és jelen volt Kossuth Ferenc is, aki programterven kívül rövid beszédet mondott. Az ünnepély során 51 koszorút helyeztek el a talapzaton.
Az első világháború után nem volt törvényes lehetőség arra, hogy az elszakított területeken maradt magyar jellegű szobrokat Magyarországra szállítsák, így rengeteg műalkotás lett az új hatalmak rombolásának áldozata. A Kossuth-szobrot Marosvásárhely több más központi emlékművével együtt (Bem-szobor, Rákóczi-szobor) az 1919. március 27-éről 28-ára virradó éjszakán „ismeretlen tettesek” ledöntötték. Az 1930-as évek elején a megrongált szobor még egyben volt, és tárgyalások folytak annak Magyarországra szállításáról, azonban ez nem valósult meg. 1936-ban a 830 kilogramm súlyú bronzanyagból sasfigurákat öntöttek, melyekkel román katonai emlékműveket díszítettek. Az összetört talapzatot a Maros gát alatti részébe dobták, ahol alacsony vízálláskor még a 20. század végén is látható volt.
2001-ben felállították a szobor pontos mását Gyergyócsomafalván, Köllő Miklós szülőfalujában. Az öntést Sánta Csaba és Kolozsi Tibor szobrászművészek végezték a fennmaradt gipsz kisminta után.

## Leírása
Köllő Miklós munkája a Főtér (akkori nevén Széchenyi tér) felső részén állt, a Keresztelő Szent János-templom és az Apolló-palota közötti parkosított területen, a Bodor-kút közelében (ma itt áll az ortodox templom). A 3,2 méter magas bronzszobor „1848-iki alakjában” ábrázolta Kossuthot.